# Toronto Triumph
Le Toronto Triumph sono state una squadra della Legends Football League (ex Lingerie Football League). Sono la prima squadra non statunitense che ha preso parte a tale lega. Nel 2012, con la creazione della LFL Canada, sono passate in tale torneo.

## Colori
Le Triumph indossano slip e reggiseno di color bianco in casa e blu con bordi azzurri in trasferta.

## Campionati disputati

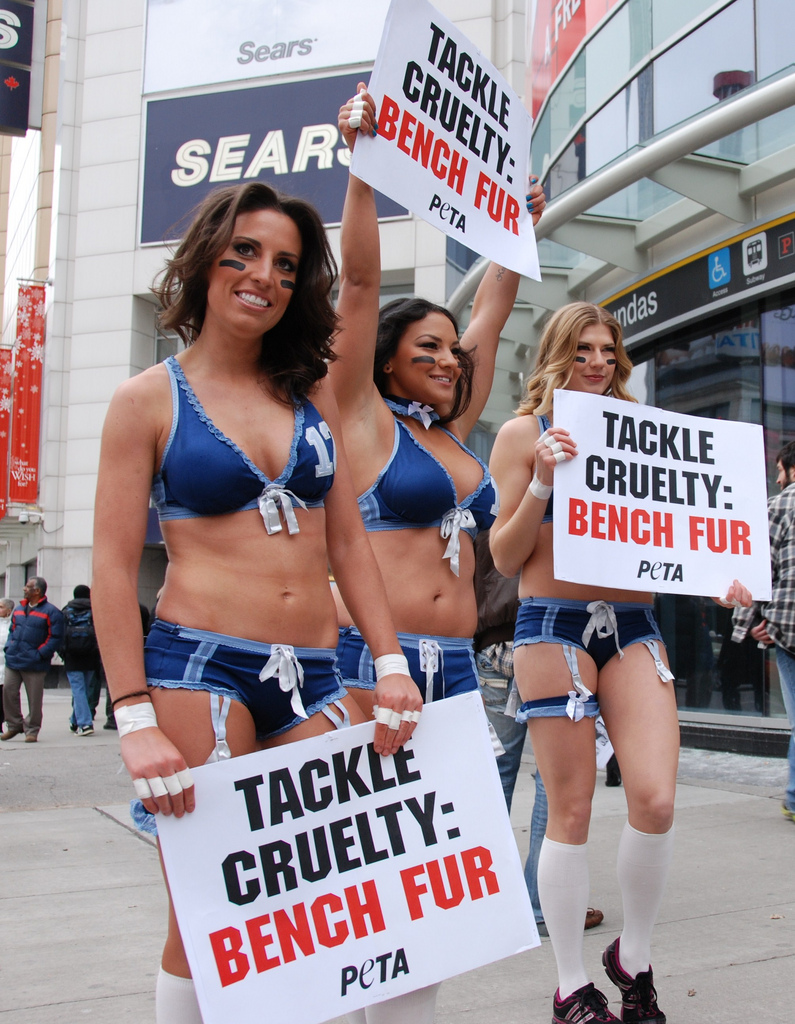
Tre giocatrici delle Toronto Triumph manifestano per l'associazione animalista Peta.

La squadra è nata nel 2011 e ha giocato la sua prima partita il 17 settembre del 2011 perdendo per 14-48 contro le Tampa Breeze. Dopo questa prima partita, la squadra è stata in gran parte rifatta poiché la maggior parte delle giocatrici (compresa la capitana Krista Ford, la cui presenza in squadra aveva fatto notizia, essendo la nipote del sindaco di Toronto) l'hanno lasciata ritenendo che i modelli di casco e paraspalle forniti dalla LFL non offrissero sufficienti garanzie per proteggere le giocatrici negli scontri. Nella loro prima stagione, le Triumph hanno perso tutte e quattro le partite disputate.
Nel 2012 sono state una delle quattro partecipanti al primo campionato della Lingerie Football League del Canada.